# دوري كرة القدم الألباني الدرجة الأولى 2005–06
دوري كرة القدم الألباني الدرجة الأولى 2005–06 هو موسم من دوري كرة القدم الألباني الدرجة الأولى ‏. أشرف على تنظيمه اتحاد ألبانيا لكرة القدم، وفاز فيه نادي فلامورتاري فلوره.